# Genny Bibolotti Marsili

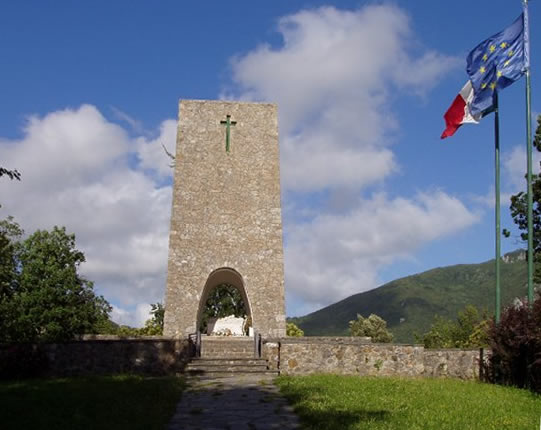
Ossario di Sant'Anna di Stazzema

Genny Bibolotti Marsili (Pietrasanta, 23 gennaio 1914 – Sant'Anna di Stazzema, 12 agosto 1944) è stata una delle vittime della strage di Sant'Anna di Stazzema, nel 2003 le venne conferita la medaglia d'oro al merito civile.

## Biografia
Nata a Pietrasanta viene ricordata come una persona aperta e piacevole ed una ottima massaia. Si era sposata nel 1937 con Marsili. Era sfollata a Sant'Anna assieme al figlio di sei anni Mario, ai genitori ed a due fratelli quando il mattino del 12 agosto 1944, i tedeschi occuparono il paese. I suoi fratelli furono costretti a trasportare le armi utilizzate poi nel corso della strage, mentre la donna fu fatta entrare assieme al figlio, ai genitori e ad altri abitanti del paese in una stalla. Prima che iniziassero le raffiche di mitra e le scariche dei lanciafiamme la donna fece nascondere il figlio dietro al camino. Era ancora viva, sebbene ferita, quando un militare tedesco rientrò nell'edificio per controllare che tutti i presenti fossero morti. Per evitare che il figlio venisse notato prese uno degli zoccoli che indossava e lo scagliò in faccia al soldato, attirandone l'attenzione. Il militare la finì con una raffica ma non si accorse della presenza del bambino, che rimase nascosto per molte ore nella stalla che continuava a bruciare: venne poi ricoverato per circa un anno nell'ospedale di Pietrasanta e riuscì a sopravvivere alle gravissime ustioni riportate.
Fu definita da Piero Calamandrei ”simbolo della Resistenza popolana che osa scagliare contro i lanciafiamme la sua inerme furia materna”. Il suo gesto è rimasto uno dei simboli più forti del massacro di persone innocenti e indifese. Tra i primi omaggi all'atto di eroismo possono essere citati un dipinto di Carlo Levi ispirato alla donna e la copertina che La Domenica degli Italiani le dedicò sul numero del 9 dicembre 1945.